# HTA (materiał wybuchowy)
HTA – amerykański kruszący materiał wybuchowy, mieszanina składająca się z 40% heksogenu, 40% trotylu i 20% aluminium.